# Ribarski Prochod
Ribarski Prochod (bulgariska: Рибарски Проход) är ett bergspass i Bulgarien.   Det ligger i regionen Plovdiv, i den centrala delen av landet, 100 km öster om huvudstaden Sofia. Ribarski Prochod ligger 1 571 meter över havet.
Terrängen runt Ribarski Prochod är kuperad åt nordost, men åt sydväst är den bergig. Ribarski Prochod ligger uppe på en höjd som går i öst-västlig riktning. Runt Ribarski Prochod är det ganska tätbefolkat, med 58 invånare per kvadratkilometer.. Närmaste större samhälle är Koprivsjtitsa, 19,2 km sydväst om Ribarski Prochod. 
I omgivningarna runt Ribarski Prochod växer i huvudsak lövfällande lövskog.